# تشارلز دبليو. كاثكارت
تشارلز دبليو. كاثكارت هو سياسي أمريكي، ولد في 24 يوليو 1809 في فونشال في البرتغال، وتوفي في 22 أغسطس 1888 في لا بورت في الولايات المتحدة. نشط حزبياً في الحزب الديمقراطي. وقد انتخب عضو مجلس الشيوخ الأمريكي ‏ عن دائرة Indiana Class 3 senate seat ‏ وقد انضم خلال فترته النيابية ‏ (6 ديسمبر 1852 – 18 يناير 1853) للكتلة البرلمانية الحزب الديمقراطي وانتخب عضو مجلس النواب الأمريكي ‏ وانتخب عضو مجلس الشيوخ الأمريكي ‏.